# Angela Aki
Kiyomi Angela Aki, detta Angela (アンジェラ・アキ?) (安藝 聖世美 アンジェラ?, Aki Kiyomi Anjera; Itano, 15 settembre 1977), è una cantautrice giapponese.

## Biografia
Di padre giapponese e madre italo-americana, nel 1992 si è trasferita alle Hawaii e successivamente negli Stati Uniti, dove si è laureata nel 2000. Nello stesso anno ha creato una casa discografica indipendente e ha prodotto il suo primo album intitolato These Words.
Nel 2001 è ritornata in Giappone e nel 2005 ha creato una nuova casa discografica indipendente, chiamata Virgo Music, e ha composto il suo secondo album One. Lo stesso anno le è stato proposto di cantare la colonna sonora per il videogioco Final Fantasy XII (Kiss Me Good-Bye). Il 14 settembre di quell'anno è anche uscito, per l'etichetta discografica Sony, il suo primo singolo Home, seguito 14 giugno 2006 da un album omonimo. Il 7 marzo 2007 ha pubblicato il singolo Sakurairo e il 9 marzo ha annunciato il matrimonio con un regista.
Il 19 settembre 2007 è uscito il suo secondo album ufficiale Today e, a distanza di un anno, ha pubblicato il suo ottavo singolo Tegami ~Haikei Jūgo no Kimi e~, esattamente il 17 settembre 2008, contenente anche Still Fighting It, cover di un brano di Ben Folds.
Il 25 febbraio 2009 è uscito il suo terzo album intitolato Answer, seguito il 16 settembre 2009 dal singolo Ai No Kisetsu.
Il 14 aprile 2010 è uscito il decimo singolo: Kagayaku Hito.
L'8 settembre 2010 è uscito il quarto album: Life.
L'8 giugno 2011 è uscito in Giappone il nuovo singolo di Angela: Hajimari no Ballad, seguito il 28 settembre dall'album White.
Il 20 febbraio 2012 ha dato alla luce un maschietto.
L'11 luglio 2012 è uscito in Giappone il singolo: Kokuhaku, seguito il 18 settembre dall'album Blue e il Doppio DVD  5th Anniversary Budōkan Best Hit Live & Awa no MY KEYS

## Discografia

### Album
- 2000: These Words
- 2006: Home
- 2007: Today
- 2009: Answer
- 2010: Life
- 2011: White
- 2012: Blue
- 2024: "Kono Sekai no Achikochi ni"

### Cover Album
- 2012: Songbook

### EP
- 2005: One

### Singoli
- 2005: Home
- 2006: Kokoro No Senshi
- 2006: Kiss Me Good-Bye
- 2006: This Love
- 2007: Sakurairo
- 2007: Kodoku No Kakera
- 2007: Tashika Ni
- 2008: Tegami ~Haikei Jūgo no Kimi e~
- 2009: Ai No Kisetsu
- 2010: Kagayaku Hito
- 2011: Hajimari no Ballad
- 2012: Kokuhaku
- 2013: Yume no Owari, Ai no Hajimari
- 2024: Kono Sekai no Achikochi ni